# Glypta lirata
Glypta lirata là một loài tò vò trong họ Ichneumonidae.